# Zamarada flavicincta
Zamarada flavicincta är en fjärilsart som beskrevs av George Francis Hampson 1910. Zamarada flavicincta ingår i släktet Zamarada och familjen mätare. Inga underarter finns listade i Catalogue of Life.